# Мацевитий Юрій Михайлович
Юрій Михайлович Мацевитий (нар. 24 лютого 1934 року, Брянський рудник) — український фізик, фахівець в області теплофізики, теплотехніки, моделювання та ідентифікації теплових процесів, дійсний член Національної академії наук України (2003), доктор технічних наук (1971), професор (1978), лауреат Державних премій СРСР (1984) і України (2008) в області науки і техніки, заслужений діяч науки і техніки України (1996), директор Інституту проблем машинобудування (ІПМаш) ім. А. Н. Підгорного НАН України (до 2016 р.), почесний директор Інституту проблем машинобудування (ІПМаш) ім. А. Н. Підгорного НАН України (2016).

## Життєпис
Народився 24 лютого 1934 року в селищі Брянського (Брянківського) рудника, що в даний час входить до складу міста обласного підпорядкування Брянка Луганської області України, в родині службовців: батько, Михайло Анатолійович Мацевитий, — інженер-хімік, мати, Юлія Львівна Мацевита, — економіст. У 1951 вступив до Харківського політехнічного інституту (ХПІ), інженерно-фізичний факультет якого закінчив у 1957 році за спеціальністю динаміка і міцність машин. Отримавши диплом інженера-механіка, працював до 1972 року на кафедрі турбінобудування ХПІ спочатку на посаді інженера, потім начальника бюро, старшого інженера і старшого наукового співробітника. Після навчання в аспірантурі без відриву від виробництва в 1966 році захистив дисертацію на здобуття наукового ступеня кандидата технічних наук. У цей час Ю. М. Мацевитий виконав великий комплекс досліджень з визначення температурних полів в елементах парових і газових турбін, а також ефективності систем охолодження турбоагрегатів. Дослідження, присвячені вирішенню нелінійних задач теорії поля, дозволили удосконалити аналітичні та чисельні методи вирішення цих задач і розробити методику їх електричного моделювання. Результати цих досліджень були покладені в основу докторської дисертації, яку він захистив у 1971 році Інституті тепло- і масообміну АН БРСР. Продовжуючи наукову роботу в тому ж напрямку, він розробив методи і засоби електричного моделювання температурних полів і температурних напружень, методи дослідження контактного і променистого теплообміну, потокорозподілу в розгалужених гідравлічних мережах, досліджував температурні поля корпусів і роторів парових і газових турбін і охолоджуваних лопаток газотурбінних установок великої потужності.

## Нагороди
Орден князя Ярослава Мудрого V cт. (2008). Державна премія України в галузі науки і техніки (2008) за роботу «Підвищення енергоефективності роботи турбоустановок ТЕС і ТЕЦ шляхом модернізації, реконструкції та удосконалення режимів їхньої експлуатації». Премія імені В. І. Толубинського за монографію «Обратные задачи теплопроводности» (у 2-х томах) (2005). Заслужений діяч науки і техніки України (1996). Державна премія СРСР (1984). Премія імені Г. Ф. Проскури 1984 року — за цикл робіт «Моделювання теплових полів в енергетиці», (співавтори Верлань Анатолій Федорович та Соколовський Георгій Олександрович). «Почесний громадянин м. Харкова» (2015)